# 清水寺 (長野県山形村)

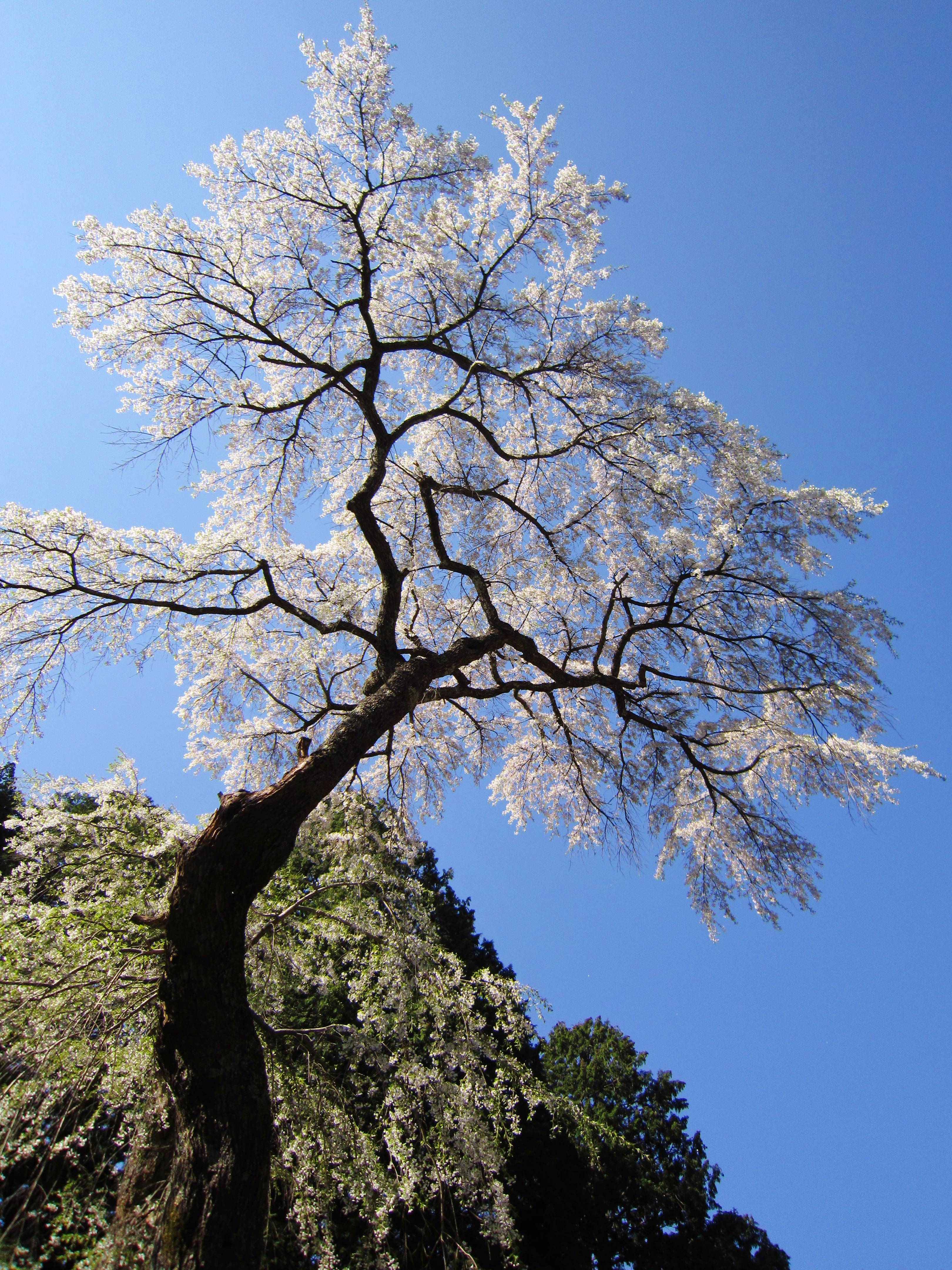
本堂前にて咲く行基桜（シダレザクラ）

清水寺（きよみずでら）は、長野県東筑摩郡山形村の清水高原にある真言宗の寺院で、山号は慈眼山（じげんざん）である。

## 概要
創建は古く、奈良時代だと言われる。現在は無住であり僧侶はいないが、保存会により管理人が常駐し、朝晩の鐘も鳴らされている。
伝説では、行基がみずから千手観音像を彫って安置したのが始まりとされ、その後、坂上田村麻呂が有明山の鬼「魏石鬼八面大王」を退治する（この地方で大和政権に従わなかった地方豪族は、坂上田村麻呂にとっては「鬼」であったのだろう）に際して、勝利祈願のために清水寺を再興させた。清水観音は、この征討戦で大きな役割を果たしたという伝承がある（『信濃毎日新聞』2012年6月20日号22面記事は、創設を729年（天平元年）と断定して掲載した）。
また、坂上田村麻呂が千手観音を京都に移したことから、京都東山の清水寺になったとも伝えられる。現在の本尊である千手観音菩薩像は、左右の手を頭上に高く上げて小さな如来像を捧戴する京都と同じ清水様式である。

## 山中高所の寺院
清水寺は標高1200mという山中高所にある。平安時代には顕密系寺院は山中に建立されることが一般的で、そのような山寺は奈良時代末期から畿内に登場し始め、平安時代には地方にも広まっていった。こうした山中の寺には、その後、山中から山腹・山麓に下りて造りなおされたものが多い。中信地方で、山中から移転したという伝承を持つ寺院として、牛伏寺（松本市内田）、若沢寺（松本市波田）、海岸寺（松本市山辺）、放光寺（松本市蟻ヶ崎）、保福寺（松本市保福寺町）、神宮寺（松本市浅間温泉）、光輪寺（朝日村西洗馬）、安養寺（筑北村松場）、福満寺（麻績村）、盛蓮寺（大町市社）がある。
しかし、清水寺は山中高所にありながら、山腹・山麓に下りることなく、山中にとどまった少ない例であるとされる。なお、上記寺院のうちでも、若沢寺は同じ鉢盛山から続く尾根筋にあって比較的近く、山号が同じであり、同じ坂上田村麻呂による中興伝説を有する真言寺院であったという共通点を持つ。

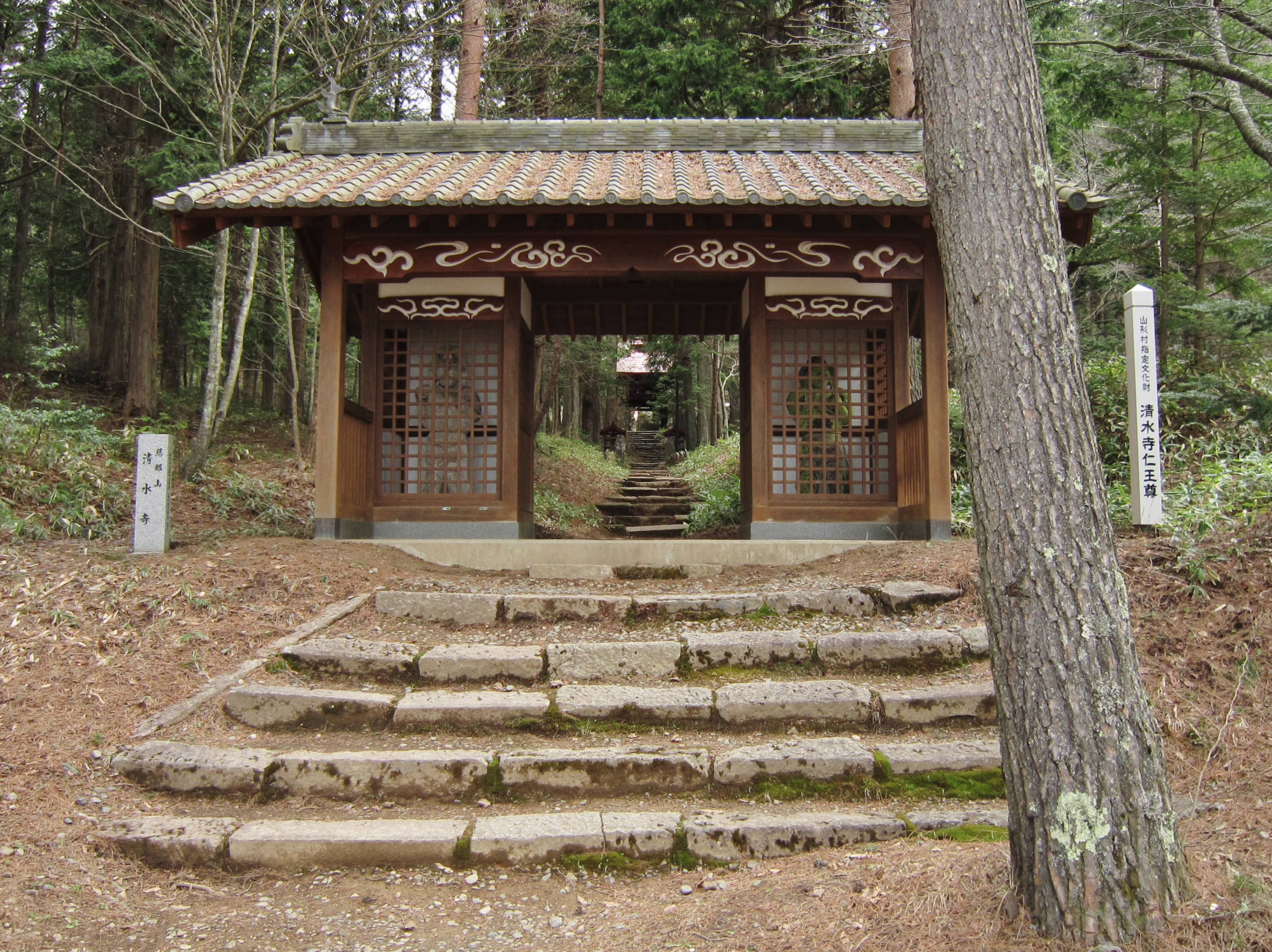
仁王門
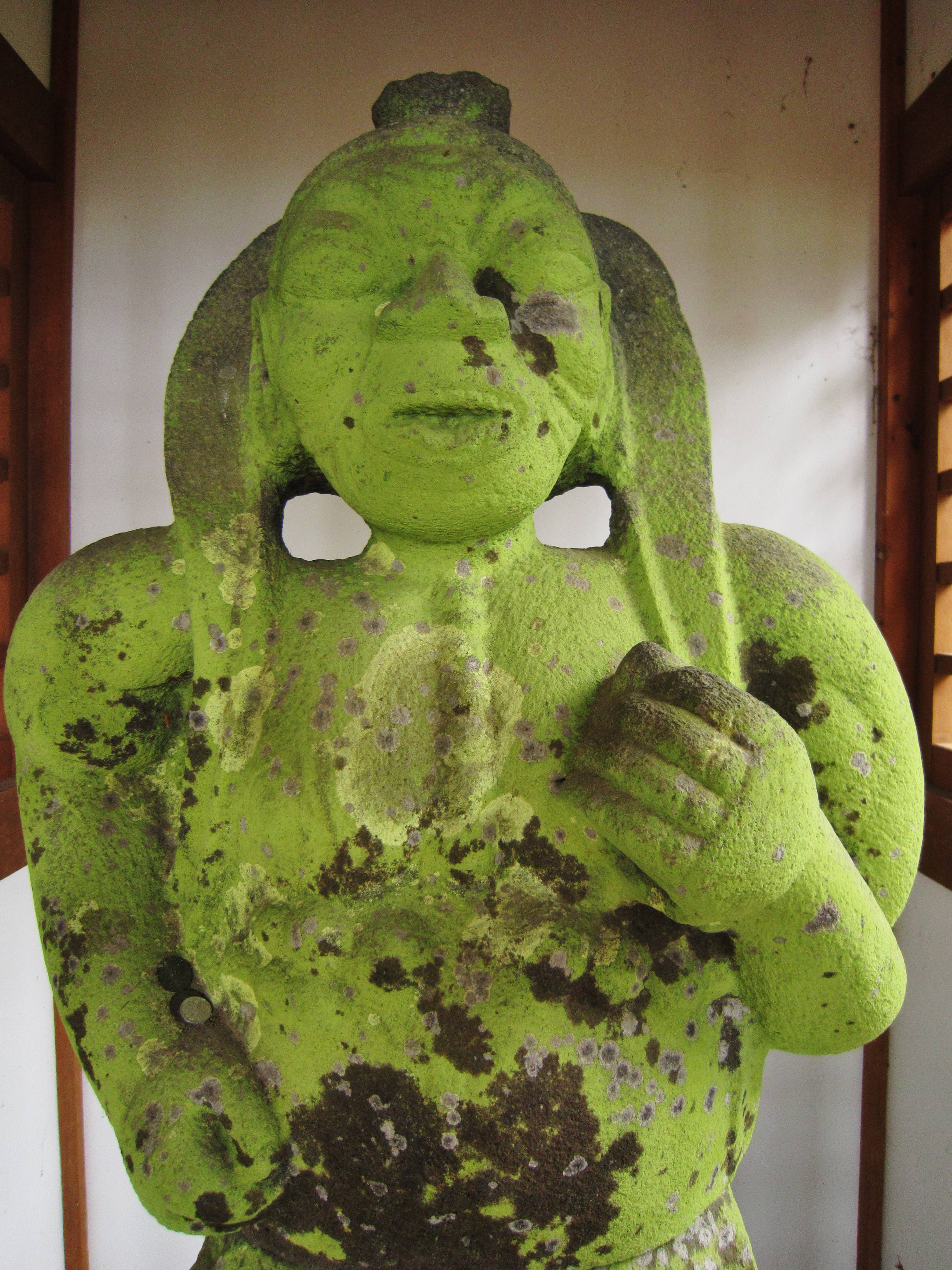
仁王尊（阿形）
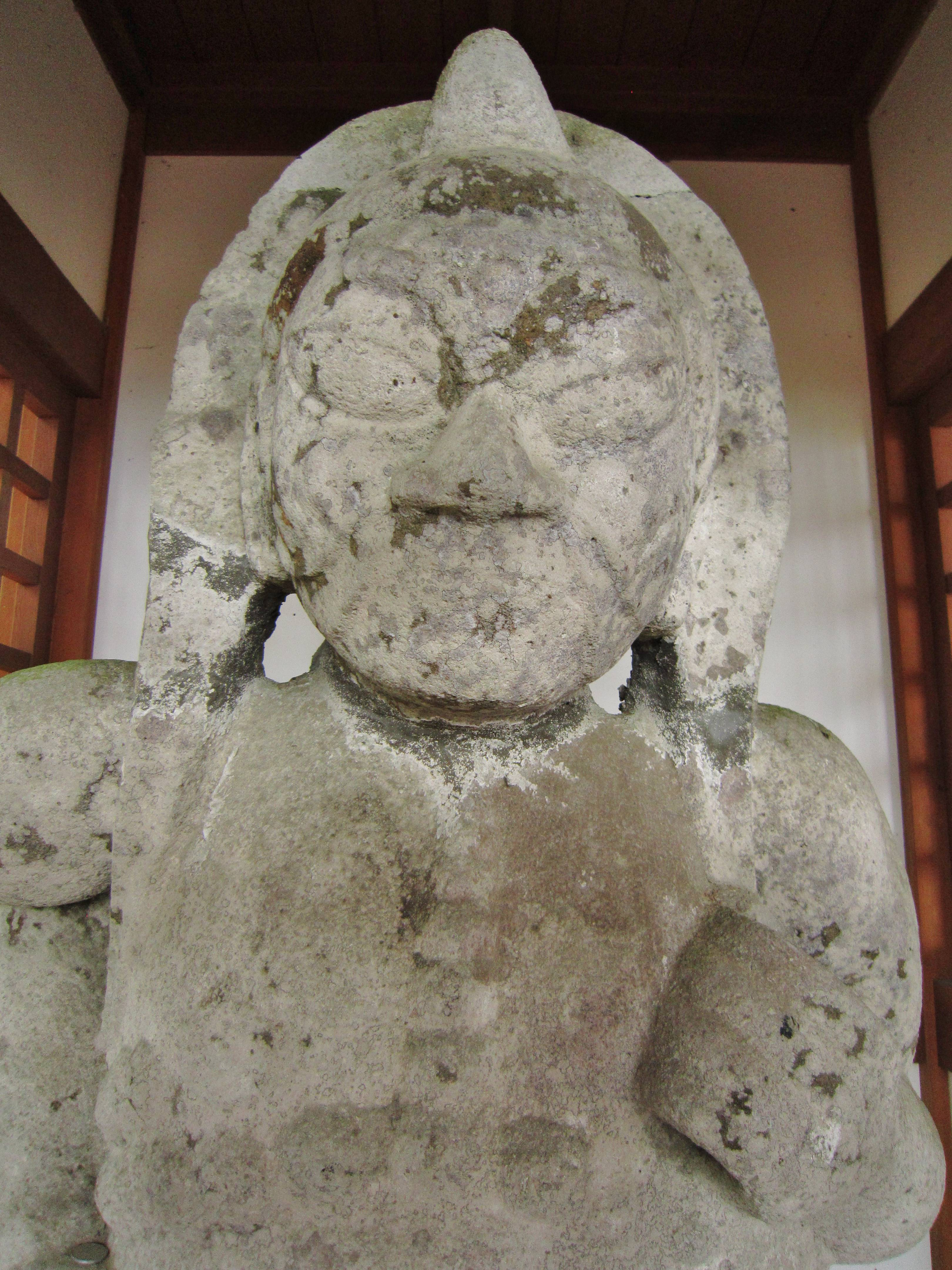
仁王尊（吽形）
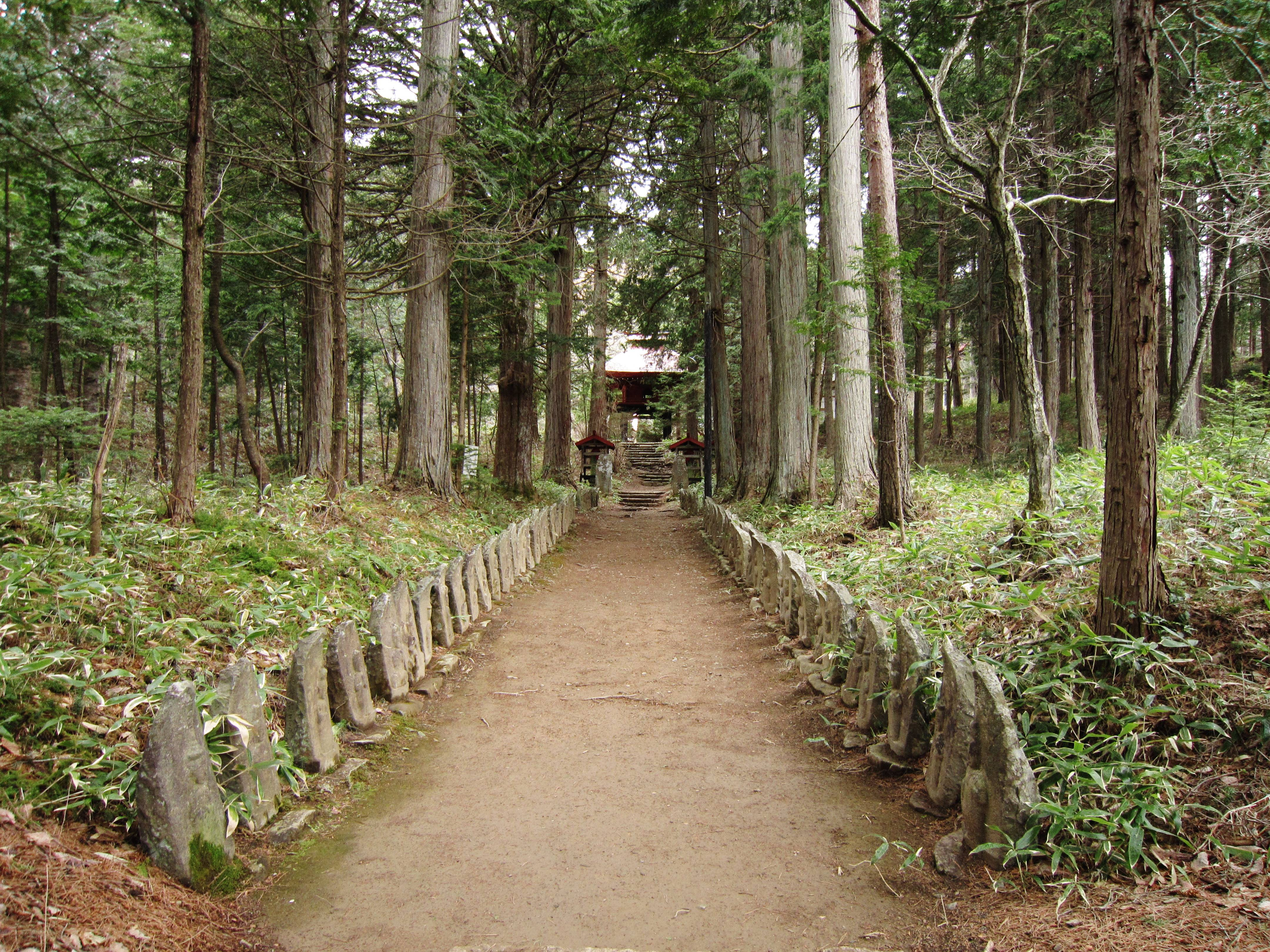
百体観音が並ぶ参道（仁王門 - 山門間）
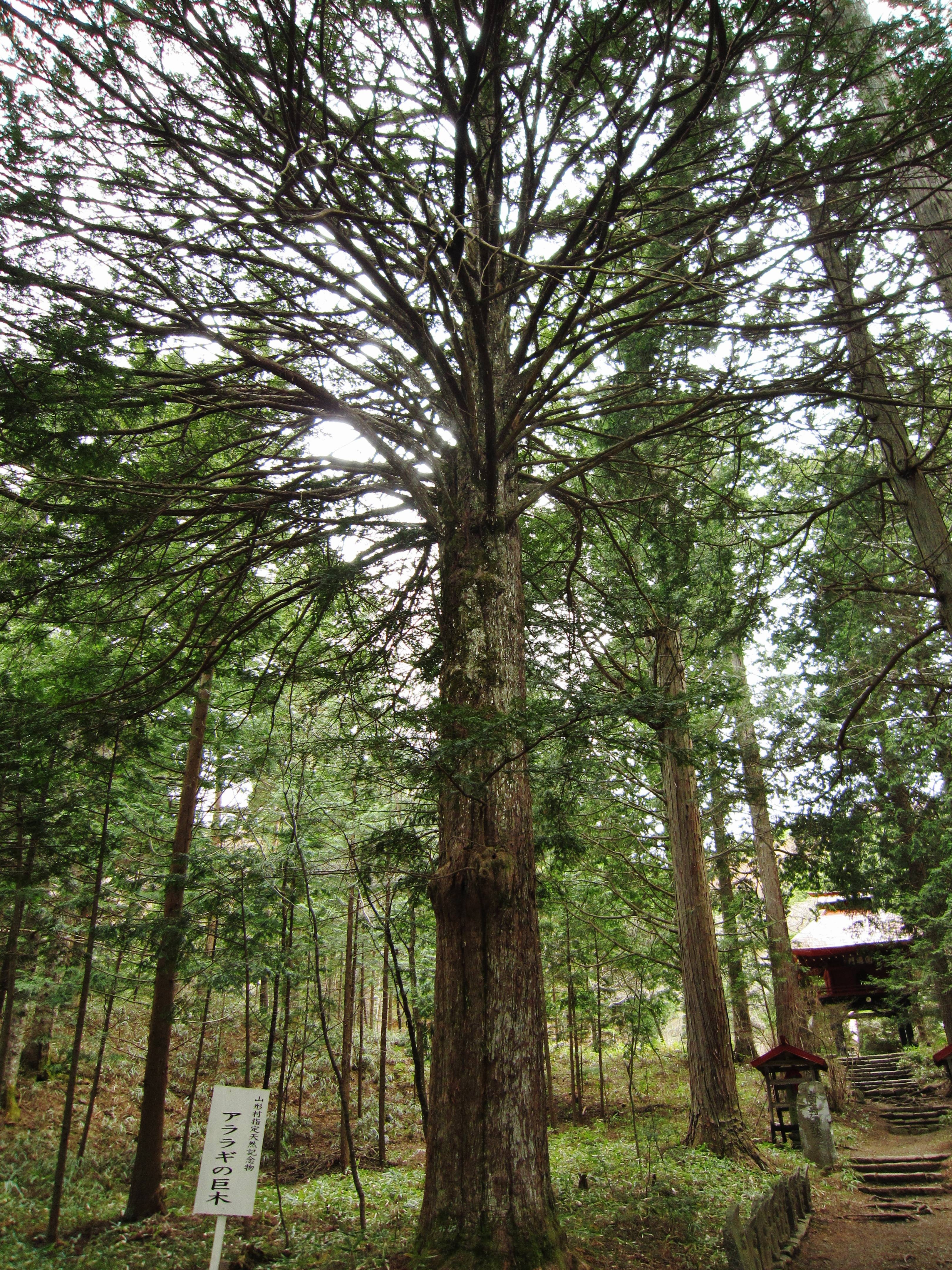
参道脇にあるアララギの巨木
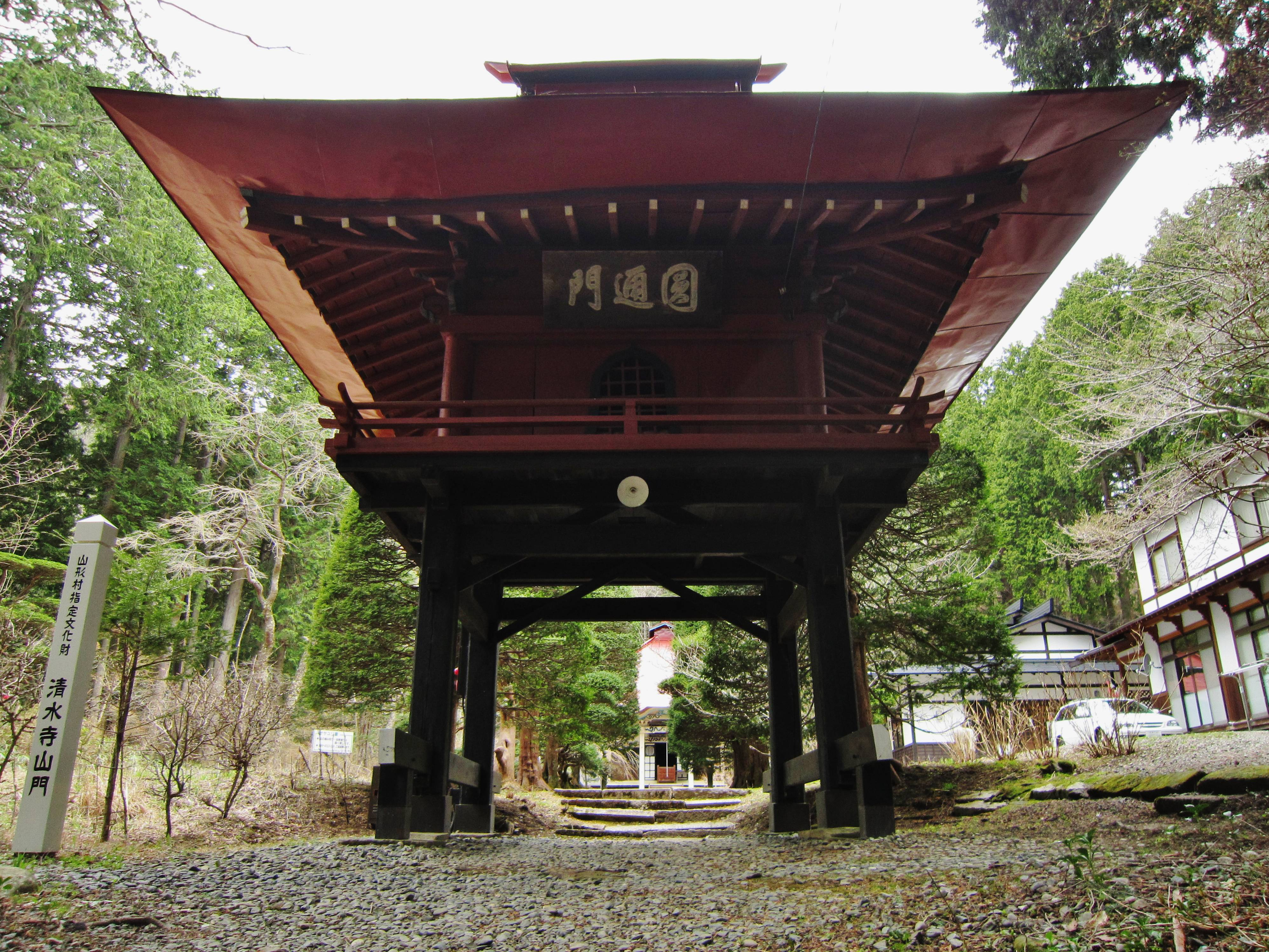
山門
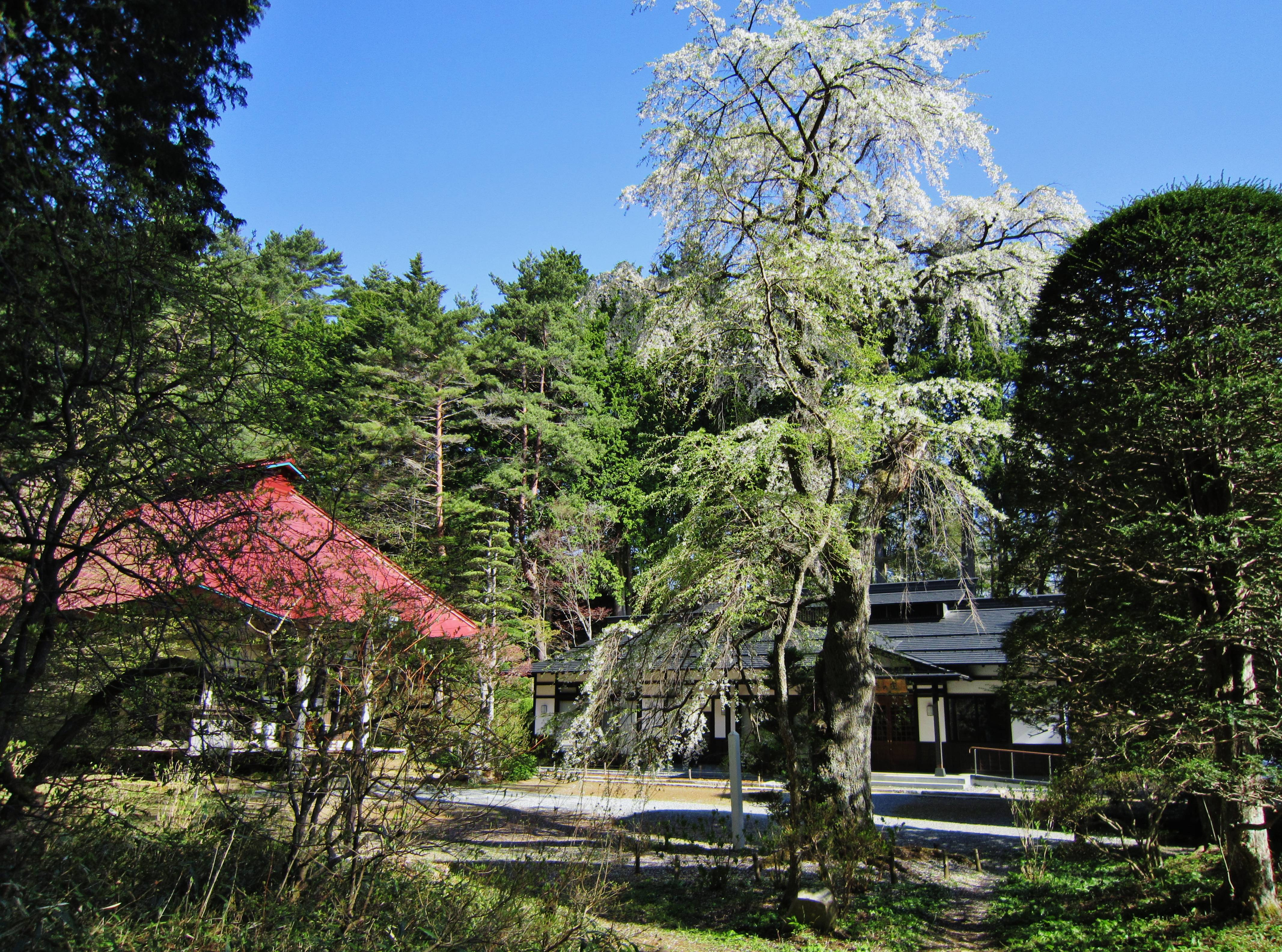
本堂前のシダレザクラ（行基桜）
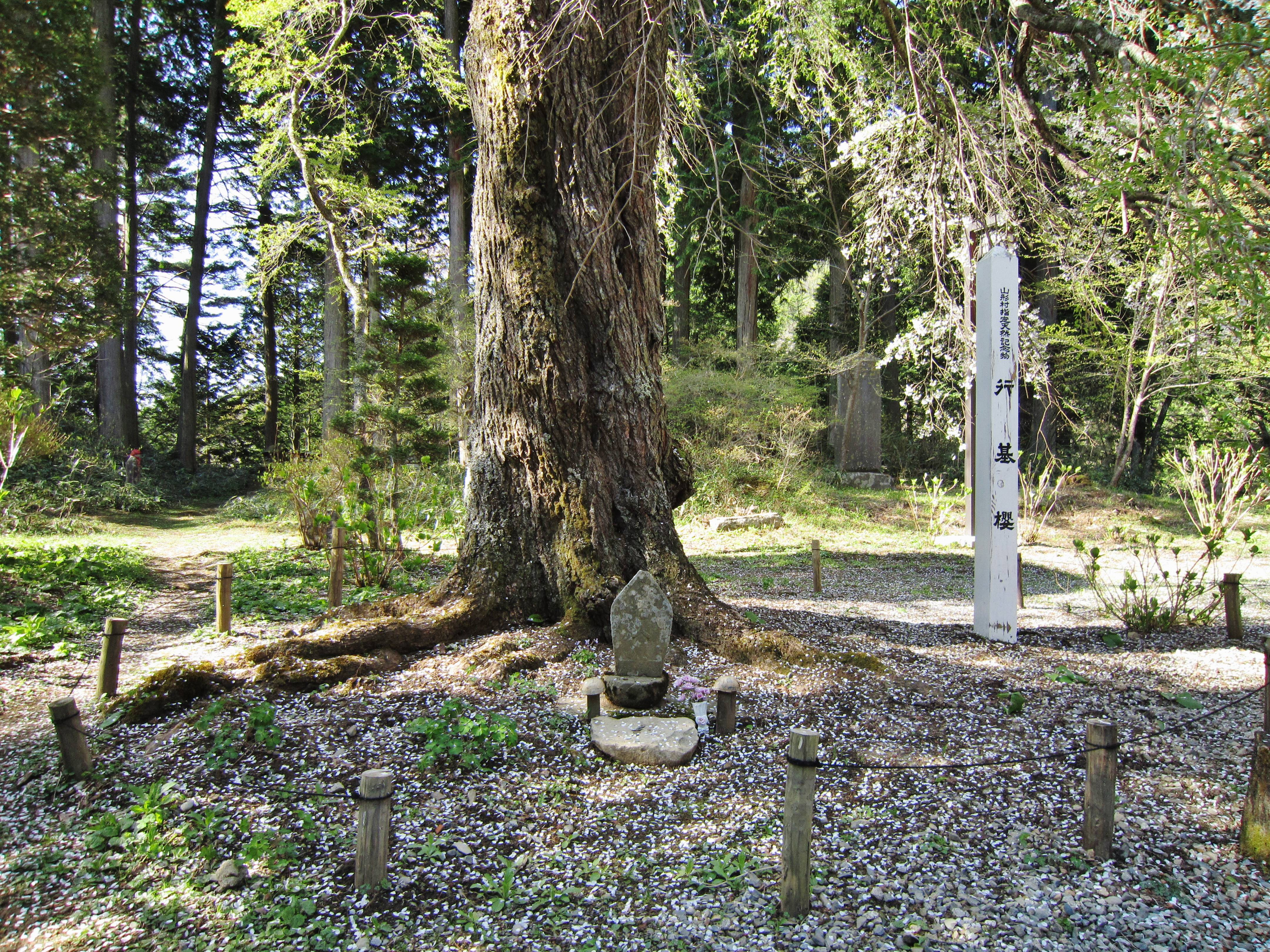
行基桜の根元
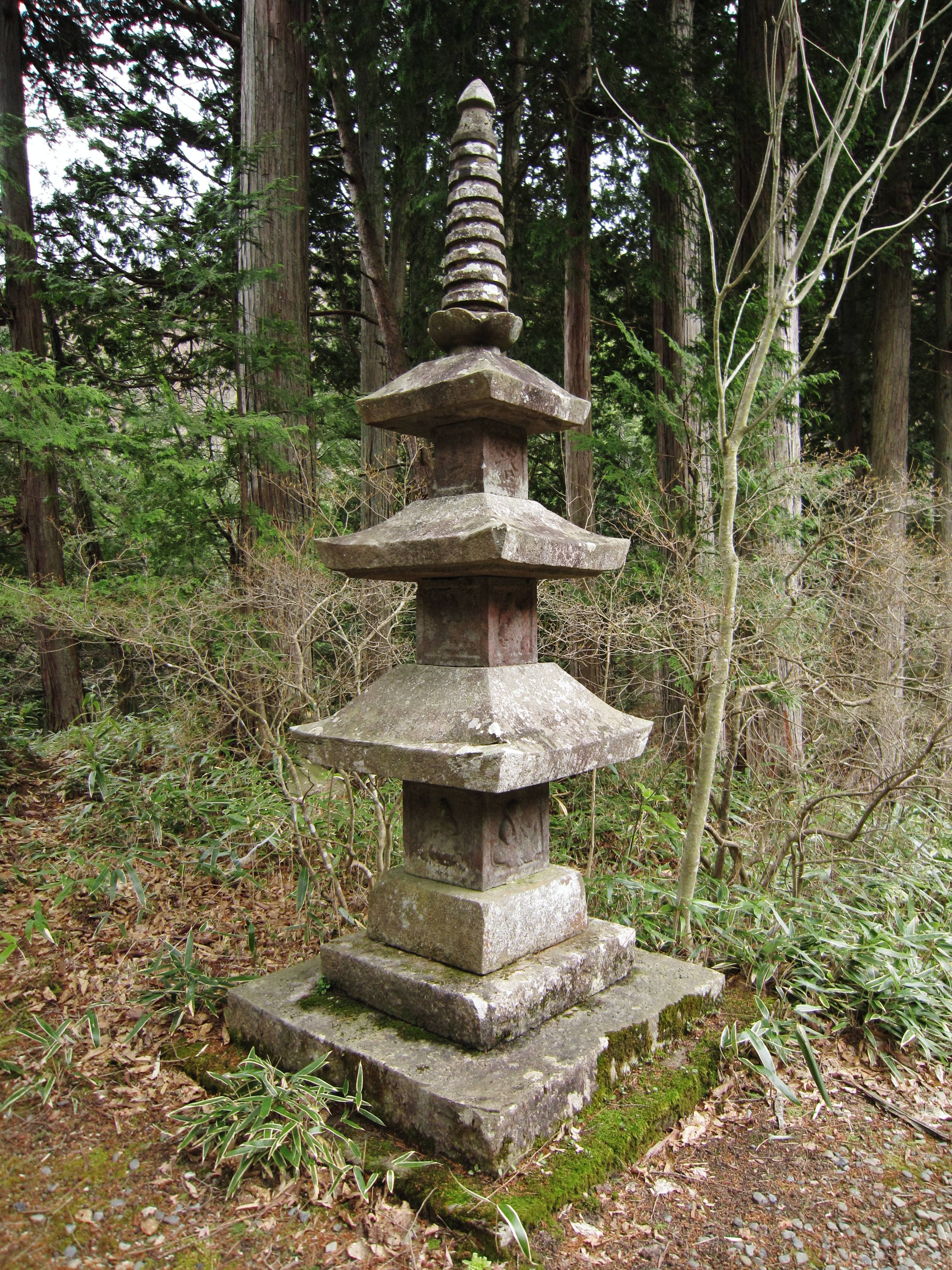
石造三重塔
山形村出身で元法務大臣の唐沢俊樹の胸像が建つ

## アクセス

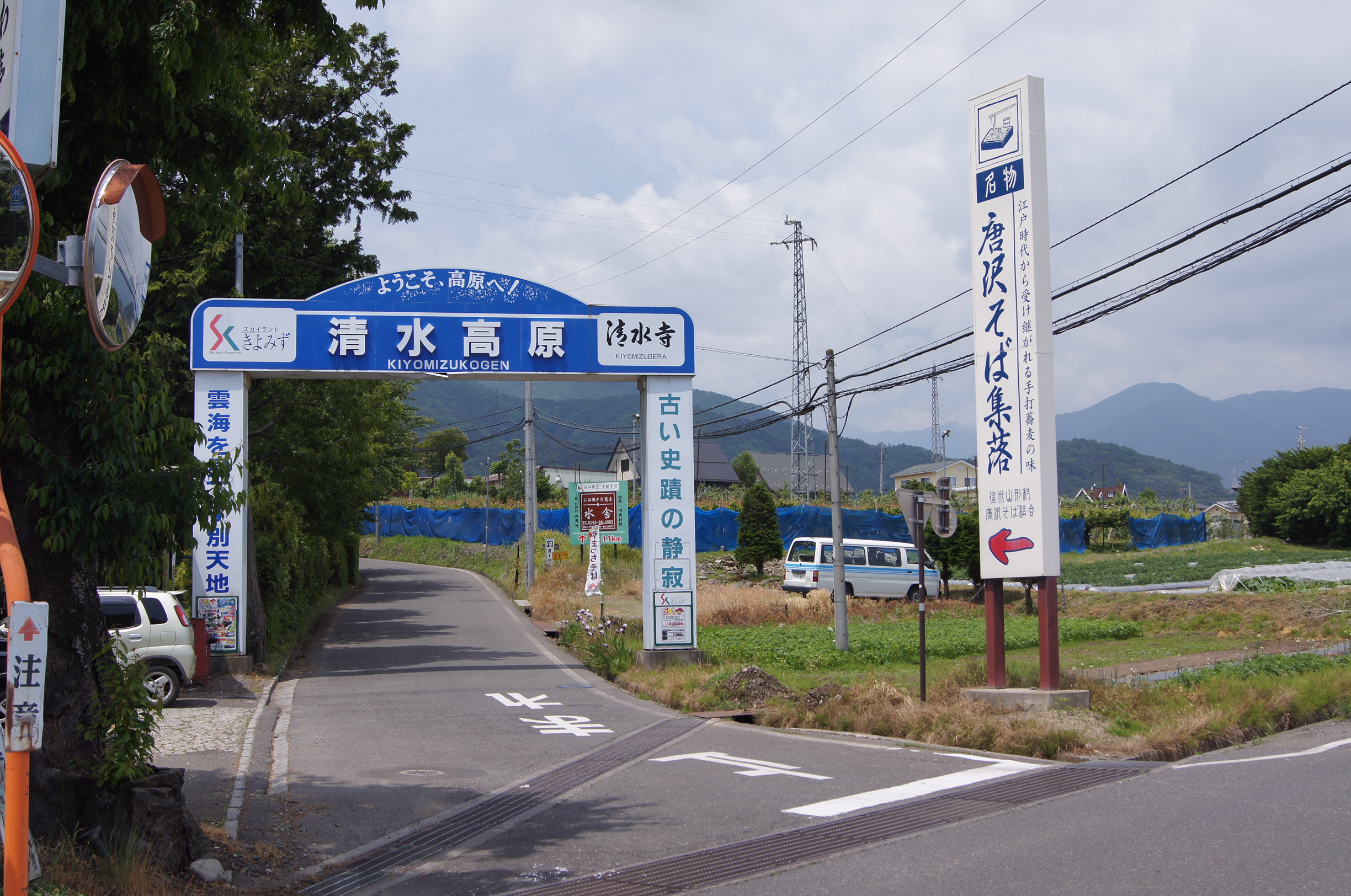
サラダ街道から清水高原・唐沢そば集落への入り口

長野県道25号塩尻鍋割穂高線（サラダ街道）の唐沢集落入口を入り、そのまま道なりに上る。唐沢集落入口から約4km。車載のナビに頼ると、通行が困難な旧道に案内されることも多いので、好ましくない。唐沢集落は蕎麦集落として有名で、扇状地の右端（上流から見て）側に位置する。

## 周辺
- スカイランドきよみず（宿泊入浴施設）
- きよみずスカイライン